# Saison 1 de Doctor Who, deuxième série
Cet article concerne la deuxième série. Pour les autres séries, voir Saison 1 de Doctor Who, première série et Saison 1 de Doctor Who, troisième série.
Chronologie
Le Seigneur du Temps (téléfilm) Saison 2
Cet article présente les épisodes de la première saison de la seconde série télévisée Doctor Who.

## Synopsis de la saison
La neuvième incarnation du Docteur rencontre Rose Tyler qui devient sa toute nouvelle compagne. Ensemble, ils explorent notamment l'an cinq milliards et le Londres du Blitz où ils rencontrent le Capitaine Jack Harkness. Cependant dans cette saison, l'élément commun à tous les épisodes est la présence du mot « Bad Wolf » (« Méchant loup »), dont la signification est expliquée dans les deux derniers épisodes.

## Distribution

### Acteurs principaux
- Christopher Eccleston (VFB : David Manet) : Le Docteur
- Billie Piper (VFB : Géraldine Frippiat) : Rose Tyler

### Acteurs récurrents et invités
- Camille Coduri (VFB : Nathalie Hons) : Jackie Tyler (épisodes 1, 2, 4, 5, 8 et 13)
- Noel Clarke (VFB : Philippe Allard) : Mickey Smith (épisodes 1, 4, 5, 11 et 13)
- John Barrowman (VFB : Sébastien Hébrant) : Jack Harkness (épisodes 9 à 13)
- Annette Badland : Margareth Blaine (épisodes 4, 5, 11)
- Penelope Wilton (VFB : Anne-Marie Cappeliez) : Harriet Jones (épisodes 4 et 5)
- Lachele Carl : Trinity Wells (épisodes 4 et 5)
- Bruno Langley : Adam Mitchell (épisodes 6 et 7)
- Zoë Wanamaker (VFB : Carine Seront) : Lady Cassandra (épisode 2)
- Eve Myles : Gwyneth (épisode 3)
- Simon Callow (VFB : Patrick Donnay) : Charles Dickens (épisode 3)
- Naoko Mori (VFB : Cathy Boquet) : Toshiko Sato (épisode 4)
- Shaun Dingwall (VFB : Lionel Bourguet) : Pete Tyler (épisode 8)
- Davina McCall : Davinadroid (voix, épisode 12)
- David Tennant (VFB : Frederik Haùgness) : Dixième Docteur (épisode 13)

## Production

### Réalisation
| Block | Épisode(s)                            | Réalisateur.trice | Scénariste(s)    | Producteur.trice | Code |
| ----- | ------------------------------------- | ----------------- | ---------------- | ---------------- | ---- |
| 1     | Rose (Épisode 1)                      | Keith Boak        | Russell T Davies | Phil Collinson   | 1.1  |
| 1     | L'Humanité en péril (Épisode 4)       | Keith Boak        | Russell T Davies | Phil Collinson   | 1.4  |
| 1     | Troisième Guerre mondiale (Épisode 5) | Keith Boak        | Russell T Davies | Phil Collinson   | 1.5  |
| 2     | La Fin du monde (Épisode 2)           | Euros Lyn         | Russell T Davies | Phil Collinson   | 1.2  |
| 2     | Des morts inassouvis (Épisode 3)      | Euros Lyn         | Mark Gatiss      | Phil Collinson   | 1.3  |
| 3     | Dalek (Épisode 6)                     | Joe Ahearne       | Robert Shearman  | Phil Collinson   | 1.6  |
| 3     | Fêtes des pères (Épisode 8)           | Joe Ahearne       | Paul Cornell     | Phil Collinson   | 1.8  |
| 4     | Un jeu interminable (Épisode 7)       | Brian Grant       | Russell T Davies | Phil Collinson   | 1.7  |
| 5     | Drôle de mort (Épisode 9)             | James Hawes       | Steven Moffat    | Phil Collinson   | 1.9  |
| 5     | Le Docteur danse (Épisode 10)         | James Hawes       | Steven Moffat    | Phil Collinson   | 1.10 |
| 6     | L'Explosion de Cardiff (Épisode 11)   | Joe Ahearne       | Russell T Davies | Phil Collinson   | 1.11 |
| 6     | Le Grand Méchant Loup (Épisode 12)    | Joe Ahearne       | Russell T Davies | Phil Collinson   | 1.12 |
| 6     | À la croisée des chemins (Épisode 13) | Joe Ahearne       | Russell T Davies | Phil Collinson   | 1.13 |

## Liste des épisodes

### Épisode 1:Rose
- Royaume-Uni : 26 mars 2005 sur BBC One
- France : 5 novembre 2005 sur France 4

- Royaume-Uni : 10,81 millions de téléspectateurs (première diffusion)

- Noel Clarke : Mickey Smith
- Camille Coduri : Jackie Tyler

### Épisode 2:La Fin du monde
- Royaume-Uni : 2 avril 2005 sur BBC One

- Royaume-Uni : 7,97 millions de téléspectateurs (première diffusion)

- Zoë Wanamaker : Lady Cassandra

### Épisode 3:Des morts inassouvis
- Royaume-Uni : 9 avril 2005 sur BBC One

- Royaume-Uni : 8,86 millions de téléspectateurs (première diffusion)

- Eve Myles : Gwyneth
- Simon Callow : Charles Dickens

### Épisode 4:L'Humanité en péril
- Royaume-Uni : 16 avril 2005 sur BBC One

- Royaume-Uni : 7,63 millions de téléspectateurs (première diffusion)

- Camille Coduri : Jackie Tyler
- Penelope Wilton : Harriet Jones

### Épisode 5:Troisième Guerre mondiale
- Royaume-Uni : 23 avril 2005 sur BBC One

- Royaume-Uni : 7,98 millions de téléspectateurs (première diffusion)

- Camille Coduri : Jackie Tyler
- Penelope Wilton : Harriet Jones

### Épisode 6:Dalek
- Royaume-Uni : 30 avril 2005 sur BBC One

- Royaume-Uni : 8,63 millions de téléspectateurs (première diffusion>

- Bruno Langley : Adam Mitchell

### Épisode 7:Un jeu interminable
- Royaume-Uni : 7 mai 2005 sur BBC One

- Royaume-Uni : 8,01 millions de téléspectateurs (première diffusion)

- Bruno Langley : Adam Mitchell
- Simon Pegg : L'éditeur
- Christine Adams : Cathica Santini Khadeni

### Épisode 8:Fêtes des pères
- Royaume-Uni : 14 mai 2005 sur BBC One

- Royaume-Uni : 8,06 millions de téléspectateurs (première diffusion)

- Camille Coduri : Jackie Tyler
- Shaun Dingwall : Peter Tyler

### Épisode 9:Drôle de mort
- Royaume-Uni : 21 mai 2005 sur BBC One

- Royaume-Uni : 7,11 millions de téléspectateurs (première diffusion)

- John Barrowman (Jack Harkness)

### Épisode 10:Le Docteur danse
- Royaume-Uni : 28 mai 2005 sur BBC One

- Royaume-Uni : 6,86 millions de téléspectateurs (première diffusion)

- John Barrowman (Jack Harkness)

### Épisode 11:L'Explosion de Cardiff
- Royaume-Uni : 4 juin 2005 sur BBC One

- Royaume-Uni : 7,68 millions de téléspectateurs (première diffusion)

- John Barrowman (Jack Harkness)
- Noel Clarke : Mickey Smith

### Épisode 12:Le Grand Méchant Loup
- Royaume-Uni : 11 juin 2005 sur BBC One

- Royaume-Uni : 6,81 millions de téléspectateurs (première diffusion)

- John Barrowman (Jack Harkness)

### Épisode 13:À la croisée des chemins
- Royaume-Uni : 18 juin 2005 sur BBC One

- Royaume-Uni : 6,91 millions de téléspectateurs (première diffusion)

- John Barrowman (Jack Harkness)
- David Tennant : Le Dixième Docteur